# Túrós csusza
Túrós csusza is een traditionele pastaschotel uit de Hongaarse keuken, bereid met kwark, noedels, zure room en gerookte spekblokjes.
De originele Hongaarse noedels voor dit gerecht worden meestal thuis bereid en bestaan uit een mengeling van bloem, eieren en water. Dit deeg wordt gekneed en met de hand in stukjes ter grootte van een vingernagel gevormd en gekookt in water. Spaghetti, fusilli of macaroni kan deze zelfgemaakte pasta vervangen.
De noedels worden gekookt in gezouten water, na het uitlekken worden ze gemengd met reuzel, olie of boter. Daarna voegt men kwark en gebakken kleine stukjes gerookt spek toe (bacon), het geheel wordt overgoten met zure room, in Hongarije beter bekend als tejföl en lichtjes gezouten. Dit mengsel laat men daarna enkele minuten in een hete oven opwarmen alvorens het op te dienen.